# Peterdi Sándor
Peterdi Sándor, névváltozat: Peterdy, született Popper Simon (Pest, 1868. november 23. – Budapest, 1945. március 3.) író, újságíró, posta- és távírófőtiszt.

## Élete
Popper Mór női szabómester, majd államvasúti főraktárnok és Pollák Zsófia fia. Középiskoláit Budapesten a kegyesrendieknél végezte, jogot is hallgatott, de miután 1888-ban államszolgálatba lépett mint postagyakornok, abbahagyta. 1889-ben postatisztté nevezték ki. 1900. január 1-től mint posta- és távírófőtiszt működött Budapesten. 1893-ban Popper családi nevét Peterdire változtatta. Felesége Besenyői Margit volt.
Regénye, költeményei és rajzai a Képes Családi Lapokban (1886-1888. Margit grófné leánya, regény Conscience H. után, ford. 1889., 1893. költemények, humoreszk) és az Ország-Világban (1898., 1900. rajzok, költem.) jelentek meg. Később dolgozott a Bolond Istókba és Urambátyámba (Cactus, Didor álnevek alatt) is. 1891-92-ben a Fenyvessy Ferenc által szerkesztett Magyar Ujságba írt tárcákat, s ugyanekkor Dolinay Gyulának Hasznos Mulattató és Leányok Lapja című lapokat készítette és vagy húsz ifjúsági színdarab és monológon kívül, 50-60 mesét, elbeszélést és gyermekverset írt. 1896-ban a Magyar Karikaturák című élclap társszerkesztője lett, ám a lap egyévi fennállás után megszűnt. 1896 és 1899 között a Fővárosi Lapok főmunkatársa és segédszerkesztője volt. 1900-tól a Pillangó című élclapot szerkesztette. 1901-től a Magyar Szó belső munkatársaként dolgozott. Neve alatt tárcákat, (p. s.) jegy alatt színházi bírálatokat, «Krónikás» álnévvel társadalmi elmefuttatásokat és (-ete-) jelzéssel humorisztikus karcolatokat (croquis) írt. Ezeken kívül írt még tárcákat, elbeszéléseket a Budapesti Naplóba és a Független Magyarországba.

## Munkái
- Az orr. Budapest, 1888. (Monológok 14.)
- A haragos feleség. Budapest, 1900. (Monológok 88.)
- A nők ellensége. Budapest, 1900. (Monológok 91.)
- Nehéz feladat. Budapest, 1904. (Monológok 110.)
- A jó rokonok. Budapest, év nélkül (Monolog 36.)
- A harmadik. Budapest, 1905
- Megnősülök. Budapest, 1905. (Előbb a Magyar Szó 1892. 226. számában.)

### Novelláskötetei
- Hópelyhek. Uo. 1898. (Elbeszélések, rajzok. Ismert. Fővárosi Lapok 10., Magyar Szemle 19. sz., Magyar Ujság 18. szám)
- Jeffte leányai és egyéb elbeszélések. Budapest, 1899. (Ism. Művész-Világ 6. sz., Fővárosi Lapok 23. sz.)
- Tarkői lakodalom
- Regévai boszorkány. Budapest, 1918

### Regényei
- Feslett világ
- Vesztett csaták
- Mások pénze
- Kétlelkű Éva
- Aranyhajú Jutka. Budapest, 1922

### Színművei
- A Corignanék válópöre, a Magyar Színházban került színre Relle Iván igazgatása alatt
- Éjfél után, Kecskeméten Kövessy Albert igazgatása alatt
- A Corbillon utazása, Serly Lajosnál a Kisfaludy Színházban, ezt újra átdolgozta Feld Zsigmond számára
- A gyorskocsitól a gyorsvonatig című darabját 160 színesen vetített képpel és 12 mozgófényképpel előadták Budapesten az Uránia-szinházban 1904. augusztus 18. (Irta Henyey Vilmossal együtt)
- Szinházi titkok c. darabja szintén az Uránia számára készült
- A száműzött c. bohózatát a budapesti Nemzeti Színházhoz adta be